# Liste der Kulturdenkmale in Wernigerode
In der Liste der Kulturdenkmale in Wernigerode sind alle Kulturdenkmale der Stadt Wernigerode (Harzkreis) und ihrer Ortsteile aufgelistet (Stand 31. Dezember 2022). Grundlage ist das Denkmalverzeichnis des Landes Sachsen-Anhalt, das auf Basis des Denkmalschutzgesetzes vom 21. Oktober 1991 erstellt wurde. Die Bodendenkmale der Stadt sind in der Liste der Bodendenkmale in Wernigerode verzeichnet.

## Kulturdenkmale nach Ortsteilen

### Wernigerode
| Lage | Bezeichnung                            | Beschreibung | Erfassungs- nummer | Ausweisungsart                   | Bild                         |
| --- | -------------------------------------- | --- | ------------------ | -------------------------------- | ---------------------------- |
| Auf dem Armeleuteberg (Karte) | Kaiserturm                             | Aussichtsturm | 094 25146          | Baudenkmal                       | Weitere Bilder               |
| (Karte) | Wormsgraben                            | Kanal Der Wormsgraben ist möglicherweise der älteste überleitende Hanggraben des Harzes. Der Graben entstand zwischen dem 12. und 14. Jahrhundert und verbindet zwei Flussgebiete des Harzes. | 094 56033          | Baudenkmal                       | Wormsgraben                  |
| um Alt- und Neustadt (Karte) | Stadtbefestigung                       | Stadtbefestigung erhaltene Teile der Stadtmauer | 094 02517          | Baudenkmal                       | Weitere Bilder               |
| zwischen B 244 und Forsthaus Hartenberg (Karte) | Eierbergstollen                        | Stollen Eierbergstollen des Stollensystems der Erzgrube Büchenberg | 094 55842          | Baudenkmal                       | Eierbergstollen              |
| nahe Wernigerode (Karte) | Talsperre Zillierbach                  | Talsperre | 094 25065          | Baudenkmal                       | Weitere Bilder               |
| nahe Wernigerode an der B 244, Richtung Schmatzfeld, Höhe Reddeber (Karte) | Neue Warte                             | Warte Neue Warte, auch Mäuseturm genannt | 094 01862          | Baudenkmal                       | Neue Warte                   |
| an der B 244, Bolmke nahe Abzweigung Weißkopfchaussee (Karte) | Neue Schlosswasserversorgung           | Wasserwerk Schlosswasserhäuschen | 094 56025          | Baudenkmal                       | Neue Schlosswasserversorgung |
| Albert-Bartels-Straße 9 bis Westernstraße 38a, komplette Liste unter: | Altstadt                               | Die Alt- und Neustadt Wernigerodes umfassender Denkmalbereich. Zum Denkmalbereich gehört eine Vielzahl von Gebäuden darunter auch die Burgstraße 42. | 094 03332          | Denkmalbereich                   | Altstadt                     |
| Albert-Bartels-Straße 10, 11, 11a, 12, 13, 13a, 14, 14a, 15, 16, 18, 20, 22, 24, 25, 26, 27 | Straßenzug                             | Straßenzug | 094 03332 001      | Teilobjekt eines Denkmalbereichs | Straßenzug                   |
| Am Vorwerk 3, 4, 5, 6, 7, 8, 10, 11, 12, 13, 14, 15, 16, 17, 19, 20, 21, 22, 23, 25, | Straßenzug                             | Straßenzug | 094 03332 002      | Teilobjekt eines Denkmalbereichs |                              |
| Brandgasse 1, 2, 3, 4 | Häusergruppe                           | Häusergruppe | 094 03332 003      | Teilobjekt eines Denkmalbereichs |                              |
| Breite Straße 1, 2, 3, 4, 5, 6, 7, 8, 9, 10, 11, 12, 13, 14, 15, 16, 17, 18, 19, 20, 21, | Straßenzug                             | Straßenzug | 094 03332 004      | Teilobjekt eines Denkmalbereichs |                              |
| Büchtingenstraße 1, 2, 3, 4, 5, 6, 7, 8, 9, 10, 11, 12, 13, 14, 15, 16, 17, 18, 19, 20, 21, (Karte) | Straßenzug                             | Straßenzug | 094 03332 005      | Teilobjekt eines Denkmalbereichs | BW                           |
| Burgstraße 1, 2, 3, 4, 5, 6, 7, 8, 9 ,10, 11, 12, 13, 14, 15, 16, 17, 18, 19, 20, 21, | Straßenzug                             | Straßenzug | 094 03332 006      | Teilobjekt eines Denkmalbereichs |                              |
| Große Bergstraße 1, 2, 2a, 2b, 3, 4, 5, 5a, 6, 7, 8, 9, 10, 11, 12, 13 | Straßenzug                             | Straßenzug | 094 03332 007      | Teilobjekt eines Denkmalbereichs |                              |
| Große Schenkstraße 1, 5, 6, 8, 8a, 9, 11, 12, 13, 14, 15, 16, 17, 18, 19, 20, 21, 22, 23, 24 | Straßenzug                             | Straßenzug | 094 03332 008      | Teilobjekt eines Denkmalbereichs | Straßenzug                   |
| Grubestraße 1, 2, 3, 4, 5, 6, 7, 8, 9, 10, 11, 12, 13, 14, 15, 16, 17, 18, 19, 20, 21, | Straßenzug                             | Straßenzug | 094 03332 009      | Teilobjekt eines Denkmalbereichs |                              |
| Grüne Straße 1, 2, 3, 4, 5, 6, 7, 7a, 8, 9, 10, 11, 12, 13, 14, 15, 16, 17, 18, 19, 20, 2 | Straßenzug                             | Straßenzug | 094 03332 010      | Teilobjekt eines Denkmalbereichs |                              |
| Gustav-Petri-Straße 2, 2b, 3, 4, 5, 6, 7, 8 | Straßenzug                             | Straßenzug | 094 03332 011      | Teilobjekt eines Denkmalbereichs | Straßenzug                   |
| Heidestraße 1, 2, 3, 4, 5, 6, 7, 8, 9, 10, 11 | Straßenzug                             | Straßenzug | 094 03332 012      | Teilobjekt eines Denkmalbereichs | Straßenzug                   |
| Hinterstraße 2, 3, 4, 5, 6, 7, 8, 9, 10, 11, 12, 13, 14, 15, 16, 17, 18, 19, 20, 21, 22 | Straßenzug                             | Straßenzug | 094 03332 013      | Teilobjekt eines Denkmalbereichs | Straßenzug                   |
| Hirtenstraße 2, 3, 4, 5, 6 | Häusergruppe                           | Häusergruppe | 094 03332 014      | Teilobjekt eines Denkmalbereichs |                              |
| Johanniskirchweg 5, 6, 7 | Gasse                                  | Gasse | 094 03332 015      | Teilobjekt eines Denkmalbereichs |                              |
| Johannisstraße 3, 4, 5, 6, 7, 8, 9, 10, 11, 12, 13, 14, 15, 16, 17, 18, 19, 20, 21, 22, 2 | Straßenzug                             | Straßenzug | 094 03332 016      | Teilobjekt eines Denkmalbereichs |                              |
| Johann-Sebastian-Bach-Straße 2, 4, 6, 8, 10, 12, 14, 16, 18, 20, 22, 24, 26, 28, 30, 32 | Straßenzeile                           | Straßenzeile | 094 03332 017      | Teilobjekt eines Denkmalbereichs |                              |
| Kanzleistraße 1, 2, 3, 4, 5, 6, 7, 8, 9 | Straßenzug                             | Straßenzug | 094 03332 018      | Teilobjekt eines Denkmalbereichs |                              |
| Kleine Bergstraße 3, 4, 5, 6, 7, 8, 9, 10, 11, 12, 13, 14 | Straßenzug                             | Straßenzug | 094 03332 019      | Teilobjekt eines Denkmalbereichs |                              |
| Kleine Schenkstraße 2, 3, 4, 5, 6, 7, 8, 9, 10, 11, 12, 13, 14, 15, 16, 17, 18, 19, 20 | Straßenzug                             | Straßenzug | 094 03332 020      | Teilobjekt eines Denkmalbereichs | Straßenzug                   |
| Klint 2, 3, 4, 5, 6, 7, 8, 9, 10 | Straßenzug                             | Straßenzug | 094 03332 021      | Teilobjekt eines Denkmalbereichs |                              |
| Klintgasse 1, 2, 3, 4, 5 | Häusergruppe                           | Häusergruppe | 094 03332 022      | Teilobjekt eines Denkmalbereichs | Häusergruppe                 |
| Kochstraße 1, 2, 3, 4, 5, 6, 7, 8, 9, 10, 11, 12, 13 ,14 ,15, 16, 17, 18, 19, 20, 21, | Straßenzug                             | Straßenzug | 094 03332 023      | Teilobjekt eines Denkmalbereichs |                              |
| Kohlmarkt | Platz                                  | Platz | 094 03332 024      | Teilobjekt eines Denkmalbereichs |                              |
| Kuhgasse 2, 3, 4, 5, 6 | Häusergruppe                           | Häusergruppe | 094 03332 025      | Teilobjekt eines Denkmalbereichs |                              |
| Liebfrauenkirchhof 1, 2, 3, 4, 5, 6, 7 | Häusergruppe                           | Häusergruppe | 094 03332 026      | Teilobjekt eines Denkmalbereichs |                              |
| Demutsgässchen | Gasse                                  | Gasse | 094 03332 027      | Teilobjekt eines Denkmalbereichs |                              |
| Marktplatz 1, 2, 3, 4, 5, 6, 7, 8, 9, 10 | Marktplatz                             | Marktplatz | 094 03332 028      | Teilobjekt eines Denkmalbereichs |                              |
| Marktstraße 1, 2, 3, 4, 5, 6, 7, 7a, 8, 9, 10, 11, 12, 13, 14, 15, 16, 17, 18, 19, 20, | Straßenzug                             | Straßenzug | 094 03332 029      | Teilobjekt eines Denkmalbereichs | Weitere Bilder               |
| Mauergasse 1, 2, 15, 19, 35, 37 | Straßenzeile                           | Straßenzeile | 094 03332 030      | Teilobjekt eines Denkmalbereichs |                              |
| Mittelstraße 1, 2, 2a, 3, 3a, 4, 4a, 5, 6, 7, 8, 9, 10, 11, 12, 13, 14, 15, 16, 17, 18, | Straßenzug                             | Straßenzug | 094 03332 031      | Teilobjekt eines Denkmalbereichs | Straßenzug                   |
| Neuer Markt 1, 2, 3, 4, 5, 6, 7, 8, 9, 10 | Straßenzug                             | Straßenzug | 094 03332 032      | Teilobjekt eines Denkmalbereichs |                              |
| Nicolaiplatz 1, 2, 3 | Platz                                  | Platz | 094 03332 033      | Teilobjekt eines Denkmalbereichs |                              |
| Oberengengasse 1, 2, 3, 4, 5, 6, 7, 8, 9, 10, 11, 12, 13, 14 | Straßenzug                             | Straßenzug | 094 03332 034      | Teilobjekt eines Denkmalbereichs |                              |
| Oberpfarrkirchhof 1, 2, 3, 4, 5, 5a, 6, 7, 8, 9, 10, 11, 12, 13, 14, 14a | Straßenzug                             | Straßenzug | 094 03332 035      | Teilobjekt eines Denkmalbereichs | Straßenzug                   |
| Pfarrstraße 1, 2, 3, 4, 5, 6, 7, 8, 8a, 9, 10, 11, 12, 13, 14, 15, 16, 17, 18, 19, 20 (Karte) | Straßenzug                             | Straßenzug | 094 03332 036      | Teilobjekt eines Denkmalbereichs | Weitere Bilder               |
| Ringstraße 2a, 2d, 3, 4, 4h, 5, 6, 7, 8, 9, 10, 11, 12, 13, 14, 15, 16, 17, 18, 19, | Straßenzug                             | Straßenzug | 094 03332 037      | Teilobjekt eines Denkmalbereichs | Straßenzug                   |
| Sackgasse 1, 2, 3, 4, 5 | Häusergruppe                           | Häusergruppe | 094 03332 038      | Teilobjekt eines Denkmalbereichs |                              |
| Schäferstraße 1, 2, 3, 4, 5, 6, 7, 8, 9, 10, 11, 12, 13, 14, 15, 16, 17, 17a, 18, 19, 20 | Straßenzug                             | Straßenzug | 094 03332 039      | Teilobjekt eines Denkmalbereichs |                              |
| Steingrube 1, 2, 3, 4, 5, 6, 7, 8, 9, 10, 11, 13, 14, 15, 16, 17, 18, 19, 20, 21, 22, | Straßenzug                             | Straßenzug | 094 03332 040      | Teilobjekt eines Denkmalbereichs |                              |
| Teichdamm 1, 2, 3, 4, 5, 6 (Karte) | Straßenzug                             | Straßenzug | 094 03332 041      | Teilobjekt eines Denkmalbereichs | Straßenzug                   |
| Totenweg | Gasse                                  | Gasse | 094 03332 042      | Teilobjekt eines Denkmalbereichs |                              |
| Unter dem Küchengarten 1, 2, 3, 4, 5, 6, 7 | Straßenzeile                           | Straßenzeile | 094 03332 043      | Teilobjekt eines Denkmalbereichs |                              |
| Unterengengasse 1, 1d, 2, 3, 4, 5, 6, 7, 7a, 8, 9, 10, 11, 12, 13, 14, 15, 16, 17, 18 | Straßenzug                             | Straßenzug | 094 03332 044      | Teilobjekt eines Denkmalbereichs |                              |
| Westernstraße 1, 2, 3, 4, 5, 6, 7, 8, 9, 10, 11, 12, 13, 14, 15, 16, 17, 18, 19, 20, 21 (Karte) | Straßenzug                             | Straßenzug | 094 03332 045      | Teilobjekt eines Denkmalbereichs | Weitere Bilder               |
| Albert-Bartels-Straße 11 (Karte) | Schlossapotheke                        | Villa ehemalige Schlossapotheke, heute Wohnhaus | 094 03237          | Baudenkmal                       | Schlossapotheke              |
| Alte Poststraße 2 (Karte) | Waisenhaus                             | Waisenhaus 1890 eröffnetes Waisenhaus der Plemnitz-Stiftung. Heute Wohnheim für Menschen mit Behinderungen. | 094 00348          | Baudenkmal                       | Waisenhaus                   |
| Am Braunen Wasser 6, Amtsgasse 1, 2a, 2b, 3, Freiheit 4, 59, 61, 62, 63 in Hasserode, Zusammenfluss von Holtemme und Braunen Wasser (Karte) | Kolonie                                | | 094 01842          | Denkmalbereich                   | Weitere Bilder               |
| Am Eichberg 7, Hasserode (Karte) | Zentralfriedhof                        | Friedhof, am 13. Februar 2015 als Denkmal ausgewiesen | 094 50657          | Baudenkmal                       | Zentralfriedhof              |
| Am Großen Bleek 27 (Karte) | Villa                                  | Bremer Höhe, Louisenstein | 094 25431          | Baudenkmal                       | Villa                        |
| Am Lustgarten 38 (Karte) | Wohnhaus                               | | 094 98116          | Baudenkmal                       | Wohnhaus                     |
| Am Lustgarten 40 (Karte) | Marstall                               | Fürstlicher Marstall | 094 98086          | Baudenkmal                       | Marstall                     |
| Am Schloss 1, 2, 3, 4, 5, 6, 7, 8, 9, 10, 11, 12, 13, 14, 15, 16 (Karte) | Schloss                                | | 094 03227          | Baudenkmal                       | Weitere Bilder               |
| Am Vorwerk 4, 6 (Karte) | Vorwerk                                | | 094 02516          | Baudenkmal                       | Vorwerk                      |
| Amtsgasse 1 (Karte) | Mühle                                  | ehemalige Boetersmühle | 094 03329          | Baudenkmal                       | Weitere Bilder               |
| An der Flutrenne 5a (Karte) | Wohnhaus                               | | 094 25026          | Baudenkmal                       | Wohnhaus                     |
| An der Flutrenne 6 (Karte) | Gesellschaftshaus                      | Altes Schützenhaus Nöschenrode | 094 03293          | Baudenkmal                       | Gesellschaftshaus            |
| Auf der Burgbreite 1, 1a, 3, 4, 5, 6, 7, 8, 9, 10, 11, 12, 13, 14, 15, 16, 17, 18, 19, 20, Rimbecker Straße 4, 6, 8, 9, 10, 11, 12, 13, 14, 16, 17, 18, 19, 20, 21, 22, 23, 24, 26, 28, 30, 32, 34, Wegestraße 36, 38 (Karte) | Siedlung                               | | 094 03325          | Denkmalbereich                   | Siedlung                     |
| Auf der Marsch 2 (Karte) | Wohnhaus                               | | 094 25027          | Baudenkmal                       | Wohnhaus                     |
| Auf der Marsch 4, 6, 7, 8 (Karte) | Straßenzug                             | | 094 25028          | Denkmalbereich                   | Straßenzug                   |
| Bahnhofsplatz 1 (Karte) | Bahnhof                                | | 094 25029          | Baudenkmal                       | Weitere Bilder               |
| Bahnhofsplatz 1 (Karte) | Wartesaal                              | Wartesaal des Bahnhofs, sogenannter Kaiser- und Fürstenpavillon. Heutige Nutzung als Restaurant. | 094 25030          | Baudenkmal                       | Wartesaal                    |
| Bahnhofsplatz 3 (Karte) | Villa                                  | | 094 25059          | Baudenkmal                       | Villa                        |
| Bahnhofsplatz 5 (Karte) | Villa                                  | | 094 25060          | Baudenkmal                       | Villa                        |
| Bahnhofstraße 20, 22, 24, 26, Pfarrstraße 56 (Karte) | Straßenzeile                           | | 094 25031          | Denkmalbereich                   | Weitere Bilder               |
| Bahnhofstraße 22 (Karte) | Wohnhaus                               | | 094 25032          | Baudenkmal                       | Weitere Bilder               |
| Beerbergstraße 47 (Karte) | Villa                                  | Villa Clara | 094 00397          | Baudenkmal                       | Villa                        |
| Benzingeröder Chaussee (Karte) | Warte                                  | Horstbergwarte | 094 03342          | Baudenkmal                       | Warte                        |
| Benzingeröder Chaussee 74, 76, 78 (Karte) | Ziegelei                               | ehemalige Dampfziegelei F. Heuer | 094 56513          | Baudenkmal                       | Ziegelei                     |
| Bohlweg, an der Theobaldikapelle unterhalb des Schlossberges (Karte) | Friedhof                               | Schlossfriedhof und Gruft der Grafen zu Stolberg-Wernigerode in Nöschenrode | 094 02470          | Baudenkmal                       | Weitere Bilder               |
| Bohlweg, Nöschenrode (Karte) | Theobaldifriedhof                      | Friedhof | 094 03249          | Baudenkmal                       | Weitere Bilder               |
| Bohlweg, ehemaliges Dorf Nöschenrode (Karte) | Kapelle                                | Kapelle St. Theobaldi auf dem Friedhof | 094 03249 001      | Teilobjekt eines Baudenkmals     | Weitere Bilder               |
| Bohlweg 1 (Karte) | Hospital                               | | 094 02568          | Baudenkmal                       | Hospital                     |
| Breite Straße 2 (Karte) | Wohn- und Geschäftshaus                | | 094 25034          | Baudenkmal                       | Wohn- und Geschäftshaus      |
| Breite Straße 4 (Karte) | Café Wien                              | Wohn- und Geschäftshaus von 1583 | 094 03280          | Baudenkmal                       | Weitere Bilder               |
| Breite Straße 6 (Karte) | Wohn- und Geschäftshaus                | | 094 25061          | Baudenkmal                       | Wohn- und Geschäftshaus      |
| Breite Straße 17 (Karte) | Wohn- und Geschäftshaus                | Pension und Restaurant | 094 25033          | Baudenkmal                       | Wohn- und Geschäftshaus      |
| Breite Straße 19 (Karte) | Wohn- und Geschäftshaus                | | 094 25159          | Baudenkmal                       | Wohn- und Geschäftshaus      |
| Breite Straße 22 (Karte) | Apotheke                               | Errichtet 1894 als Nachfolgebau eines Fachwerkhauses. Seit 1575 ist die Ratsapotheke an diesem Ort nachweisbar. | 094 03281          | Baudenkmal                       | Weitere Bilder               |
| Breite Straße 23 (Karte) | Wohn- und Geschäftshaus                | | 094 03261          | Baudenkmal                       | Wohn- und Geschäftshaus      |
| Breite Straße 42 (Karte) | Wohn- und Geschäftshaus                | | 094 25022          | Baudenkmal                       | Wohn- und Geschäftshaus      |
| Breite Straße 44 (Karte) | Wohn- und Geschäftshaus                | | 094 03262          | Baudenkmal                       | Wohn- und Geschäftshaus      |
| Breite Straße 47 (Karte) | Wohnhaus                               | | 094 25160          | Baudenkmal                       | Wohnhaus                     |
| Breite Straße 49 (Karte) | Wohn- und Geschäftshaus                | ehemaliges Hotel | 094 03263          | Baudenkmal                       | Wohn- und Geschäftshaus      |
| Breite Straße 51 (Karte) | Wohnhaus                               | | 094 03264          | Baudenkmal                       | Wohnhaus                     |
| Breite Straße 62 (Karte) | Wohnhaus                               | | 094 03266          | Baudenkmal                       | Wohnhaus                     |
| Breite Straße 71 (Karte) | Wohn- und Geschäftshaus                | 1696 | 094 03268          | Baudenkmal                       | Wohn- und Geschäftshaus      |
| Breite Straße 72 (Karte) | Krummelsches Haus                      | Wohn- und Geschäftshaus, reich verziertes, barockes dreigeschossiges Fachwerkhaus von 1674 | 094 03267          | Baudenkmal                       | Weitere Bilder               |
| Breite Straße 76 (Karte) | Wohn- und Geschäftshaus                | | 094 03269          | Baudenkmal                       | Wohn- und Geschäftshaus      |
| Breite Straße 78 (Karte) | Wohnhaus                               | Faulbaumsches Haus und ehemaliges Hotel zum Bären, im Zweiten Weltkrieg teilzerstört. | 094 01835          | Baudenkmal                       | Weitere Bilder               |
| Breite Straße 80 (Karte) | Gasthaus                               | Neustädter Schenke | 094 03270          | Baudenkmal                       | Gasthaus                     |
| Breite Straße 92 (Karte) | Wohn- und Geschäftshaus                | | 094 03271          | Baudenkmal                       | Wohn- und Geschäftshaus      |
| Breite Straße 95 (Karte) | Schmiede                               | Krellsche Schmiede | 094 03272          | Baudenkmal                       | Weitere Bilder               |
| Breite Straße 97 (Karte) | Wohn- und Geschäftshaus                | ehemalige Kornbrennerei, Hotel-Umbau (2015–2017) | 094 03279          | Baudenkmal                       | Wohn- und Geschäftshaus      |
| Breite Straße 106 (Karte) | Wohnhaus                               | | 094 25035          | Baudenkmal                       | Wohnhaus                     |
| Büchtingenstraße 2 (Karte) | Wohnhaus                               | | 094 25161          | Baudenkmal                       | Wohnhaus                     |
| Büchtingenstraße 8 (Karte) | Wohnhaus                               | | 094 25162          | Baudenkmal                       | Wohnhaus                     |
| Büchtingenstraße 10 (Karte) | Wohn- und Geschäftshaus                | | 094 03348          | Baudenkmal                       | Wohn- und Geschäftshaus      |
| Büchtingenstraße 27 (Karte) | Wohnhaus                               | Geburtshaus von August Wilhelm Grube | 094 03349          | Baudenkmal                       | Wohnhaus                     |
| Büchtingenstraße 38 (Karte) | Wohnhaus                               | | 094 25163          | Baudenkmal                       | Wohnhaus                     |
| Büchtingenstraße 40 (Karte) | Wohnhaus                               | | 094 25164          | Baudenkmal                       | Wohnhaus                     |
| Büchtingenstraße 48 (Karte) | Wohnhaus                               | | 094 25165          | Baudenkmal                       | Wohnhaus                     |
| Burgberg 1, 2, 3, 3a, 4, 5, 6, 7, 8, 10, 11, 12, 13, 14, 15 (Karte) | Häusergruppe                           | | 094 25494          | Denkmalbereich                   | Weitere Bilder               |
| Burgberg 7 (Karte) | Wohnhaus                               | | 094 25036          | Baudenkmal                       | Wohnhaus                     |
| Burgberg 8 (Karte) | Wohnhaus                               | | 094 25037          | Baudenkmal                       | Wohnhaus                     |
| Burgberg 9a (Karte) | Villa                                  | 1875 als Wohnhaus für Carl Frühling errichtet | 094 97514          | Baudenkmal                       | Weitere Bilder               |
| Burgberg 9b (Karte) | Wohnhaus                               | Mitte des 18. Jahrhunderts als Wohnhaus für die Kammerboten des Grafen unterhalb des Schlosses errichtet | 094 03359          | Baudenkmal                       | Weitere Bilder               |
| Burgberg 11 (Karte) | Wohnhaus                               | | 094 25038          | Baudenkmal                       | Wohnhaus                     |
| Burgberg 12 (Karte) | Wohnhaus                               | | 094 25039          | Baudenkmal                       | Wohnhaus                     |
| Burgberg 15 (Karte) | Amtshaus                               | | 094 00391          | Baudenkmal                       | Weitere Bilder               |
| Burgmühlenstraße 13 (Karte) | Fabrik                                 | Ehemalige Schokoladenfabrik und zugehöriges Kraftwerk | 094 03330          | Baudenkmal                       | Fabrik                       |
| Burgstraße 17 (Karte) | Wohnhaus                               | | 094 02507          | Baudenkmal                       | Weitere Bilder               |
| Burgstraße 22 (Karte) | Wohn- und Geschäftshaus                | Hirsch-Apotheke | 094 02515          | Baudenkmal                       | Weitere Bilder               |
| Burgstraße 23 (Karte) | Scheune                                | | 094 03224          | Baudenkmal                       | Scheune                      |
| Burgstraße 33 (Karte) | Wohn- und Geschäftshaus                | | 094 25215          | Baudenkmal                       | Wohn- und Geschäftshaus      |
| Burgstraße 35 (Karte) | Wohnhaus                               | | 107 25008          | Baudenkmal                       | Weitere Bilder               |
| Burgstraße 37 (Karte) | Palais                                 | ehemaliges Palais, heute Robert Koch-Institut | 094 02508          | Baudenkmal                       | Weitere Bilder               |
| Burgstraße 49 (Karte) | Wohnhaus                               | | 094 02509          | Baudenkmal                       | Wohnhaus                     |
| Burgstraße 58, Schöne Ecke 1, 2, 3, 4, 5, 6, 7, 8, 9, 10, 11, 12, 13, 14, 15, 16, 17, 17b, 18, 18a, 18b, 19, 20, 21, 22, 23, 24, 25, 26, 27, 28, 29, 30, 31, 32, 33, 34, 35, 36, 37, 38, 39, 40 (Karte) | Vorstadt                               | | 094 03462          | Denkmalbereich                   | Weitere Bilder               |
| Charlottenlust 69 (Karte) | Vorwerk                                | | 094 25430          | Baudenkmal                       | Vorwerk                      |
| Christianental 43 (Karte) | Gasthof                                | Gasthaus im Christianental | 094 25426          | Baudenkmal                       | Gasthof                      |
| Christianental 44 (Karte) | Wohnhaus                               | Fischmeisterhaus | 094 16144          | Baudenkmal                       | Wohnhaus                     |
| Christianental 45 (Karte) | Wohnhaus                               | Forsthaus Christianental | 094 16145          | Baudenkmal                       | Wohnhaus                     |
| Die Winde, Ecke Salzbergstraße (Karte) | Gedenkstein                            | Goethe-Gedenkstein | 094 03305          | Kleindenkmal                     | Weitere Bilder               |
| Drängetal (Karte) | Denkmal                                | Lossen-Denkmal | 094 25040          | Baudenkmal                       | Weitere Bilder               |
| Eisenberg 1 (Karte) | Stall                                  | Pferdestall und Kutscherhaus. Erbaut 1896–1897 vom Fabrikbesitzer Hugo Hendeß (Fabrik photographischer Papiere vorm. Dr. A. Kurz AG) nach Plänen des Berliner Architekten Hans Grisebach. Der Villa Hendeß Unterm Ratskopf 53 zugehörig. Seit den 1970er Jahren Nutzung als Reitstall. | 094 03308          | Baudenkmal                       | Stall                        |
| Eisenberg 2, 3 (Karte) | Hotel                                  | Die Sennhütte ging aus der 1886 eröffneten Gaststätte Kramershöhe hervor. Seit der Vergrößerung im Jahr 1894 wurde sie als Hotel Sennhütte betrieben. Das Hotel mit Turm wurde 1902–1904 durch den Architekten Carl Zorn für Friedrich Gödicke errichtet, eine offene Liegehalle 1927 ergänzt. Beide Gebäude stehen unter Denkmalschutz, wie auch die Mauer zur Begrenzung des Grundstückes. Das ehemalige Hotel ist ein zweigeschossiger Fachwerkbau auf einem massiven Sockelgeschoss, daran ein Turm mit pittoreskem Ecktürmchen, zur Frontseite hin Zwerchhäuser und Loggien. Ab 1924 war es in Besitz der AOK Charlottenburg. Nach Nutzung als Kurheim, Hotel und Tagungsstätte endete im Jahr 2012 der Betrieb. Es gibt einen Bebauungsplan, der die Nutzung des Geländes als Wohngebiet ausweist, auf dem Eigenheime entstehen sollen. | 094 03284          | Denkmalbereich                   | Weitere Bilder               |
| Feldstraße 7 (Karte) | Villa                                  | Fabrikantenvilla der Käsefabrik Russo & Comp. | 107 25005          | Baudenkmal                       | Weitere Bilder               |
| Forckestraße 1, 1a, 2, 3, 14, 15, 16, 17, 18, 19, 20, 21, 22, 23, 24, 25, Salzbergstraße 5, 7 (Karte) | Straßenzug                             | | 094 16143          | Denkmalbereich                   | Weitere Bilder               |
| Forckestraße 2 (Karte) | Villa                                  | Das Gebäude wurde 1899 errichtet und 1904 als Erholungsheim an die Stadt Essen verkauft. Ab 1909 wurde es als Hotel Essener Hof eröffnet. 1938 folgte die Einrichtung eines Entbindungsheimes. Ab 1945 diente es als Kinderklinik, die von Wolfgang Kiehl geleitet wurde und deshalb Kiehlsche Klinik genannt wurde. Von 1975 bis 1990 erfolgte die Nutzung als Kinderabteilung des Kreiskrankenhauses. Nach Leerstand wurde es 1995 saniert. | 094 50655          | Baudenkmal                       | Villa                        |
| Forckestraße 20 (Karte) | Villa                                  | | 107 25009          | Baudenkmal                       | Villa                        |
| Freiheit 1, Hasserode, ehemalige Bergfreiheit (Karte) | Gasthof                                | Hotel und späterer Stift Hohnstein | 094 03333          | Baudenkmal                       | Gasthof                      |
| Freiheit 4, Hasserode (Karte) | Fabrik                                 | ehemaliges Fabrikgebäude | 094 56032          | Baudenkmal                       | Fabrik                       |
| Freiheit 60 (Karte) | Forsthaus                              | ehemaliges Forsthaus der Oberförsterei Hasserode | 094 03334          | Baudenkmal                       | Forsthaus                    |
| Friedrichstraße 1, 2, 3, 4, 5, 6, 7, 8, 9, 9a, 10, 10a, 10e, 10f, 15 und weitere Häuser (Karte) | Straßenzug                             | | 094 03327          | Denkmalbereich                   | Straßenzug                   |
| Friedrichstraße 9a (Karte) | Wohnhaus                               | | 094 03231          | Baudenkmal                       | Weitere Bilder               |
| Friedrichstraße 10 (Karte) | Forsthaus                              | | 094 25427          | Baudenkmal                       | Weitere Bilder               |
| Friedrichstraße 22 (Karte) | Villa                                  | Villa Weise. Erbaut 1899–1900 vom Fabrikbesitzer Bruno Weise (Fabrik photographischer Papiere vorm. Dr. A. Kurz AG) nach Plänen des Berliner Architekten Hans Grisebach. 1929 Verkauf an einen Bankdirektor, 1934 an den Rat des Kreises Wernigerode und Nutzung als Wohnhaus. 1952–1962 Schule für Filmvorführer, ab 1963 Lehrlingswohnheim des VEM Elektromotorenwerk. Nebengebäude wurden durch GST genutzt. Danach Nutzung als privates Schülerfreizeitzentrum, dann leer stehend. | 094 98080          | Baudenkmal                       | Weitere Bilder               |
| Friedrichstraße 57, 58, 59 (Karte) | Villa                                  | heute Rektoratsvilla | 094 25041          | Baudenkmal                       | Weitere Bilder               |
| Friedrichstraße 62, Lutherstraße; Hasserode (Karte) | Kirche                                 | Christuskirche | 094 03296          | Baudenkmal                       | Kirche                       |
| Friedrichstraße 76a (Karte) | Wohnhaus                               | | 094 03259          | Baudenkmal                       | Wohnhaus                     |
| Friedrichstraße 77 (Karte) | Wohnhaus                               | | 094 03258          | Baudenkmal                       | Weitere Bilder               |
| Friedrichstraße 99c (Karte) | Villa                                  | Villa, 2017 als Denkmal ausgewiesen | 107 40152          | Baudenkmal                       | Weitere Bilder               |
| Friedrichstraße 99d (Karte) | Villa                                  | | 094 03257          | Baudenkmal                       | Weitere Bilder               |
| Friedrichstraße 104 (Karte) | Hospital                               | | 094 03335          | Baudenkmal                       | Weitere Bilder               |
| Friedrichstraße 107a (Karte) | Wohn- und Geschäftshaus                | | 094 03336          | Baudenkmal                       | Wohn- und Geschäftshaus      |
| Friedrichstraße 115 (Karte) | Amtshaus Hasserode                     | Amtshaus | 094 03337          | Baudenkmal                       | Amtshaus Hasserode           |
| Friedrichstraße 118a (Karte) | Villa                                  | | 094 03338          | Baudenkmal                       | Villa                        |
| Friedrichstraße 120a (Karte) | Villa                                  | | 094 03339          | Baudenkmal                       | Villa                        |
| Friedrichstraße 140,141 (Karte) | Villa                                  | Villa Sonnenschein | 094 03228          | Baudenkmal                       | Villa                        |
| Friedrichstraße 142a (Karte) | Wohnhaus                               | | 094 03230          | Baudenkmal                       | Weitere Bilder               |
| Grüne Straße 32 (Karte) | Wohnhaus                               | | 094 03226          | Baudenkmal                       | Wohnhaus                     |
| Grüne Straße 50 (Karte) | Johannisspital                         | Hospital, früheres Waisenhaus | 094 25428          | Baudenkmal                       | Johannisspital               |
| Gustav-Petri-Straße 3 (Karte) | Schule                                 | Adolph-Diesterweg-Schule | 094 03242          | Baudenkmal                       | Schule                       |
| Gustav-Petri-Straße 12a (Karte) | Kapelle                                | ehemalige Friedhofskapelle | 094 03241          | Baudenkmal                       | Weitere Bilder               |
| Halberstädter Straße, östlich des Altstadtbereiches (Karte) | Brücke                                 | 1977 errichtete Fußgängerbrücke | 094 25158          | Baudenkmal                       | Weitere Bilder               |
| Halberstädter Straße 2, 4, 6, 8, 10, 12, 14, 16, 18, 20, 22, 24, 26, 28, 30, 32, 34 (Karte) | Straßenzug                             | | 094 01843          | Denkmalbereich                   | Weitere Bilder               |
| Heidestraße 6 (Karte) | Gewerbehof                             | | 094 03252          | Baudenkmal                       | Gewerbehof                   |
| Heidestraße 10 (Karte) | Heidemühle                             | ehemalige Heidemühle | 094 03243          | Baudenkmal                       | Heidemühle                   |
| Heltauer Platz 1 (Karte) | Logenhaus                              | 1912 errichtetes Logenhaus der Freimaurerloge | 094 03236          | Baudenkmal                       | Logenhaus                    |
| Heltauer Platz 2 (Karte) | Schule                                 | Wilhelm-Raabe-Schule, heute Gymnasium | 094 02293          | Baudenkmal                       | Schule                       |
| Hermann-Löns-Weg (Karte) | Gedenkstein                            | Hermann Löns Denkmal | 094 02519          | Kleindenkmal                     | Weitere Bilder               |
| Himmelpforte (Karte) | Ruine                                  | | 094 25063          | Baudenkmal                       | Weitere Bilder               |
| Hinterstraße 32 (Karte) | Wohnhaus                               | | 094 03251          | Baudenkmal                       | Wohnhaus                     |
| Hinterstraße 38 (Karte) | Wohnhaus                               | | 094 01932          | Baudenkmal                       | Wohnhaus                     |
| Hinterstraße 44 (Karte) | Wohnhaus                               | | 094 03347          | Baudenkmal                       | Wohnhaus                     |
| Hinterstraße 48 (Karte) | Wohnhaus                               | Ältestes Haus der Stadt | 094 03346          | Baudenkmal                       | Wohnhaus                     |
| Hinterstraße 50 (Karte) | Wohnhaus                               | | 094 03283          | Baudenkmal                       | Wohnhaus                     |
| Hinterstraße 52 (Karte) | Wohnhaus                               | | 094 03298          | Baudenkmal                       | Wohnhaus                     |
| Hinterstraße 60 (Karte) | Gedenktafel                            | Gedenktafel zum Stadtbrand von 1847 | 094 25064          | Kleindenkmal                     | Gedenktafel                  |
| Holfelder Platz (Karte) | Kriegerdenkmal                         | kleines Kriegerdenkmal zum Gedächtnis an den Deutsch-Französischen Krieg 1870/71 | 094 25042          | Kleindenkmal                     | Kriegerdenkmal               |
| Humboldtweg 1 (Karte) | Wohnhaus                               | | 094 25044          | Baudenkmal                       | Wohnhaus                     |
| Ilsenburger Straße 9 (Karte) | Hospital, Kapelle                      | Georgii-Hospital (1866–1868 errichtet) und Georgii-Kapelle. Die Georgii-Kapelle ist mit einbezogen, jedoch nicht mehr als Einzeldenkmal (siehe ID 094 03307) ausgewiesen. | 094 03309          | Baudenkmal                       | Weitere Bilder               |
| Ilsenburger Straße 15 (Karte) | Krankenhaus                            | Krankenhaus, 1898–1899 errichtet und seitdem mehrfach durch Anbauten vergrößert | 094 25432          | Baudenkmal                       | Krankenhaus                  |
| Im Rosenwinkel 2, 9 (Karte) | Häusergruppe                           | | 094 25045          | Denkmalbereich                   | Häusergruppe                 |
| Im Rosenwinkel 12, 14, 16, 18 (Karte) | Häusergruppe                           | | 094 03320          | Denkmalbereich                   | Häusergruppe                 |
| Johann-Sebastian-Bach-Straße, Oberpfarrkirchhof 6 (Karte) | Pfarrhof                               | | 094 03275          | Baudenkmal                       | Pfarrhof                     |
| Johann-Sebastian-Bach-Straße 3 (Karte) | Wohn- und Geschäftshaus                | | 094 00833          | Baudenkmal                       | Wohn- und Geschäftshaus      |
| Johann-Sebastian-Bach-Straße 31 (Karte) | Badehaus                               | | 094 03299          | Baudenkmal                       | Badehaus                     |
| Johannisstraße 17 (Karte) | Wohnhaus                               | | 094 03234          | Baudenkmal                       | Wohnhaus                     |
| Kanzleistraße 4 (Karte) | Schule                                 | | 094 03239          | Baudenkmal                       | Schule                       |
| Kanzleistraße 7 (Karte) | Villa                                  | | 094 25147          | Baudenkmal                       | Villa                        |
| Kanzleistraße 9 (Karte) | Villa                                  | | 094 12575          | Baudenkmal                       | Villa                        |
| Klint 10 (Karte) | Amtshaus                               | | 094 02495          | Baudenkmal                       | Amtshaus                     |
| Klintgasse 1 (Karte) | Wohnhaus                               | | 094 03277          | Baudenkmal                       | Wohnhaus                     |
| Klintgasse 3 (Karte) | Wohnhaus                               | | 094 03165          | Baudenkmal                       | Wohnhaus                     |
| Klintgasse 5 (Karte) | Mühle                                  | Schiefes Haus, ehemalige Walkmühle. | 094 03278          | Baudenkmal                       | Weitere Bilder               |
| Kochstraße 17 (Karte) | Wohnhaus                               | | 094 02501          | Baudenkmal                       | Weitere Bilder               |
| Kochstraße 19 (Karte) | Schule                                 | | 094 25429          | Baudenkmal                       | Weitere Bilder               |
| Kochstraße 27 (Karte) | Wohnhaus                               | | 094 55995          | Baudenkmal                       | Wohnhaus                     |
| Kochstraße 35 (Karte) | Wohnhaus                               | | 094 02502          | Baudenkmal                       | Weitere Bilder               |
| Kochstraße 43 (Karte) | Wohnhaus                               | Kleinstes Haus von Wernigerode, erbaut 1792. | 094 25148          | Baudenkmal                       | Weitere Bilder               |
| Kochstraße 45 (Karte) | Wohn- und Geschäftshaus                | | 094 02503          | Baudenkmal                       | Weitere Bilder               |
| Langer Stieg; Hasserode, Ecke Kirchstraße (Karte) | Kirche                                 | | 094 03295          | Baudenkmal                       | Kirche                       |
| Liebfrauenkirchhof (Karte) | Kirche                                 | | 094 02513          | Baudenkmal                       | Weitere Bilder               |
| Liebfrauenkirchhof 3, 4 (Karte) | Pfarrhaus                              | | 094 02514          | Baudenkmal                       | Weitere Bilder               |
| Lindenallee (Karte) | Garten                                 | | 094 00068          | Baudenkmal                       | Weitere Bilder               |
| Lindenallee (Karte) | Gewächshaus                            | | 094 00292          | Baudenkmal                       | Weitere Bilder               |
| Lindenallee, unterhalb des Schlosses (Karte) | Kriegerdenkmal                         | Kriegerdenkmal für die Gefallenen der Kriege von 1864 und 1866, errichtet 1868. | 094 00394          | Baudenkmal                       | Weitere Bilder               |
| Lindenallee 4 (Karte) | Villa                                  | | 094 02518          | Baudenkmal                       | Villa                        |
| Lindenallee 21 (Karte) | Orangerie                              | | 094 03356          | Baudenkmal                       | Weitere Bilder               |
| Lindenallee 24 (Karte) | Wohnhaus                               | Ehemalige Hofgärtnerei | 094 25145          | Baudenkmal                       | Wohnhaus                     |
| Lindenallee 25 (Karte) | Verwaltungsgebäude                     | | 094 25046          | Baudenkmal                       | Weitere Bilder               |
| Lindenallee 27 (Karte) | Villa                                  | | 094 25047          | Baudenkmal                       | Weitere Bilder               |
| Lindenallee 35 (Karte) | Waisenhaus                             | | 094 03291          | Baudenkmal                       | Weitere Bilder               |
| Lindenbergstraße (Karte) | Kirche                                 | | 094 03312          | Baudenkmal                       | Weitere Bilder               |
| Lindenbergstraße 17 (Karte) | Villa                                  | | 094 03354          | Baudenkmal                       | Villa                        |
| Lindenbergstraße 18 (Karte) | Villa                                  | | 094 03357          | Baudenkmal                       | Villa                        |
| Louis-Braille-Straße 6 (Karte) | Villa Louis-Braille-Straße 6           | Villa 2021 als Denkmal ausgewiesen | 094 18812          | Baudenkmal                       | Weitere Bilder               |
| Lüttgenfeldstraße 3b, Hasserode (Karte) | Neuapostolische Kirche                 | Kirche Neuapostolische Kirche | 094 03358          | Baudenkmal                       | Weitere Bilder               |
| Marktplatz (Karte) | Brunnen                                | | 094 25049          | Baudenkmal                       | Weitere Bilder               |
| Marktplatz 1 (Karte) | Rathaus Wernigerode                    | Rathaus in Fachwerkbauweise aus der Zeit ab 1420 | 094 03341          | Baudenkmal                       | Weitere Bilder               |
| Marktplatz 2 (Karte) | Hotel                                  | Gothisches Haus | 094 03340          | Baudenkmal                       | Weitere Bilder               |
| Marktplatz 6, 7, 8 (Karte) | Wohn- und Geschäftshaus                | | 094 25166          | Baudenkmal                       | Wohn- und Geschäftshaus      |
| Marktplatz 9 (Karte) | Wohnhaus                               | | 094 25167          | Baudenkmal                       | Wohnhaus                     |
| Marktstraße 1 (Karte) | Wohn- und Geschäftshaus Marktstraße 1  | Wohn- und Geschäftshaus | 094 02499          | Baudenkmal                       | Weitere Bilder               |
| Marktstraße 5 (Karte) | Wohn- und Geschäftshaus                | | 094 02498          | Baudenkmal                       | Weitere Bilder               |
| Marktstraße 10 (Karte) | Geschäftshaus                          | | 094 25168          | Baudenkmal                       | Weitere Bilder               |
| Marktstraße 14 (Karte) | Marktstraße 14 (früheres Postamt)      | Früheres Postamt | 094 02497          | Baudenkmal                       | Weitere Bilder               |
| Marktstraße 27 (Karte) | Wohnhaus                               | | 094 02496          | Baudenkmal                       | Weitere Bilder               |
| Marktstraße 28 (Karte) | Wohn- und Geschäftshaus                | | 094 25169          | Baudenkmal                       | Weitere Bilder               |
| Marktstraße 29 (Karte) | Wohnhaus                               | | 094 25175          | Baudenkmal                       | Wohnhaus                     |
| Marktstraße 30 (Karte) | Wohn- und Geschäftshaus Marktstraße 30 | Wohn- und Geschäftshaus aus der Zeit zwischen 1904 und 1911, zum Teil in Fachwerkbauweise ausgeführt | 107 40143          | Baudenkmal                       | Weitere Bilder               |
| Minslebener Straße 1a (Karte) | Wohnhaus                               | | 094 25433          | Baudenkmal                       | Wohnhaus                     |
| Mittelstraße 2 (Karte) | Wohn- und Geschäftshaus                | | 094 25171          | Baudenkmal                       | Wohn- und Geschäftshaus      |
| Mönchstieg 21 (Karte) | Wohnhaus                               | | 094 03306          | Baudenkmal                       | Wohnhaus                     |
| Mühlental 2 (Karte) | Vereinshaus                            | Vereinshaus Huberhaus | 094 25050          | Baudenkmal                       | Weitere Bilder               |
| Mühlental 2a (Karte) | Kiosk                                  | Kiosk vor dem Huberhaus am Zillierbach | 094 50656          | Baudenkmal                       | Kiosk                        |
| Mühlental 7 (Karte) | Landhaus                               | | 094 03222          | Baudenkmal                       | Landhaus                     |
| Mühlental 14, 16 (Karte) | Häusergruppe                           | | 094 03223          | Denkmalbereich                   | Häusergruppe                 |
| Mühlental 22a, 22b, 22c (Karte) | Häusergruppe                           | | 094 03289          | Baudenkmal                       | Häusergruppe                 |
| Mühlental 55 (Karte) | Villa                                  | | 094 00863          | Baudenkmal                       | Villa                        |
| Mühlental 58, 60 (Karte) | Häusergruppe                           | | 094 03221          | Denkmalbereich                   | Häusergruppe                 |
| Nicolaiplatz 2 (Karte) | Nicolaiplatz 2 (Wernigerode)           | ehemaliges Hospital | 094 03235          | Baudenkmal                       | Nicolaiplatz 2 (Wernigerode) |
| Nöschenröder Straße 1, 2, 3, 4, 5, 6, 7, 8, 9, 10, 11, 12, 13, 14, 15, 16, 17, 18, 19, 20, 21, 22, 25, 26, 27, 28, 29, 30, 31, 32, 33, 34, 35, 36, 37, 38, 39, 41, 42, 43, 49, 50, 51, 52, 53, 54, 55, 56, 57, 58, 59, 60, 61, 61a, 62, 63, 64, 65, 66, 67, 68, 69, 70, 71, 72, 73, 74, 75, 76, 77, 78, 79, 80, 81, 82, 83 (Karte) | Straßenzug                             | | 094 03324          | Denkmalbereich                   | Weitere Bilder               |
| Nöschenröder Straße 30 (Karte) | Wohnhaus                               | | 094 01834          | Baudenkmal                       | Weitere Bilder               |
| Nöschenröder Straße 42 (Karte) | Wohnhaus                               | Hotel Harz-Krone | 094 25052          | Baudenkmal                       | Wohnhaus                     |
| Nöschenröder Straße 46 (Karte) | Villa                                  | | 094 25053          | Baudenkmal                       | Weitere Bilder               |
| Nöschenröder Straße 50 (Karte) | Wohnhaus                               | | 094 01832          | Baudenkmal                       | Wohnhaus                     |
| Nöschenröder Straße 59 (Karte) | Wohnhaus                               | | 094 01831          | Baudenkmal                       | Weitere Bilder               |
| Oberengengasse 8 (Karte) | Wohnhaus                               | | 094 02511          | Baudenkmal                       | Wohnhaus                     |
| Oberengengasse 12 (Karte) | Wohnhaus                               | | 094 02512          | Baudenkmal                       | Wohnhaus                     |
| Oberpfarrkirchhof (Karte) | Kirche                                 | St. Sylvestrikirche | 094 03248          | Baudenkmal                       | Weitere Bilder               |
| Oberpfarrkirchhof 1 (Karte) | Wohnhaus                               | | 094 00862          | Baudenkmal                       | Weitere Bilder               |
| Oberpfarrkirchhof 2 (Karte) | Wohnhaus                               | Oberpfarre (früher Nr. 6) | 094 03260          | Baudenkmal                       | Weitere Bilder               |
| Oberpfarrkirchhof 3 (Karte) | Wohnhaus                               | | 094 00048          | Baudenkmal                       | Weitere Bilder               |
| Oberpfarrkirchhof 4 (Karte) | Wohnhaus                               | | 094 03276          | Baudenkmal                       | Weitere Bilder               |
| Oberpfarrkirchhof 5, 5a (Karte) | Klosterhof                             | Alte Münze und Stadtarchiv | 094 03351          | Baudenkmal                       | Weitere Bilder               |
| Oberpfarrkirchhof 7 (Karte) | Schule                                 | | 094 03282          | Baudenkmal                       | Weitere Bilder               |
| Oberpfarrkirchhof 10, 11 (Karte) | Wohnhaus                               | | 094 03233          | Baudenkmal                       | Weitere Bilder               |
| Oberpfarrkirchhof 12 (Karte) | Wohnhaus                               | | 094 03232          | Baudenkmal                       | Weitere Bilder               |
| Oberpfarrkirchhof 13 (Karte) | Wohnhaus                               | Gadenstedtsches Haus | 094 03240          | Baudenkmal                       | Weitere Bilder               |
| Pfälzergasse 5, 6, 7 (Karte) | Häusergruppe                           | | 094 03301          | Denkmalbereich                   | Häusergruppe                 |
| Pfarrstraße (Karte) | Kirche                                 | | 094 02510          | Baudenkmal                       | Weitere Bilder               |
| Pfarrstraße 52 (Karte) | Villa                                  | | 094 03238          | Baudenkmal                       | Villa                        |
| Pfarrstraße 56 (Karte) | Wohnhaus Pfarrstraße 56                | Wohnhaus 2021 als Denkmal ausgewiesen | 094 18795          | Baudenkmal                       | Weitere Bilder               |
| Promenade, nahe Holfelder Platz, am Ufer des Zillierbachs (Karte) | Kriegerdenkmal                         | | 094 25054          | Baudenkmal                       | Weitere Bilder               |
| Rosa-Luxemburg-Straße 6 (Karte) | Wohnhaus                               | | 094 00206          | Baudenkmal                       | Wohnhaus                     |
| Rothe Mühle (Karte) | Mühle                                  | | 094 03344          | Baudenkmal                       | Weitere Bilder               |
| Rudolf-Breitscheid-Straße 8 (Karte) | Gerichtsgebäude                        | | 094 03316          | Baudenkmal                       | Gerichtsgebäude              |
| Rudolf-Breitscheid-Straße 10 (Karte) | Verwaltungsgebäude                     | | 094 03360          | Baudenkmal                       | Verwaltungsgebäude           |
| Rudolf-Breitscheid-Straße 13 (Karte) | Villa                                  | | 094 03317          | Baudenkmal                       | Villa                        |
| Sägemühlengasse 3 (Karte) | Pflegeheim                             | | 094 01926          | Baudenkmal                       | Pflegeheim                   |
| Sägemühlengasse 6 (Karte) | Wohnhaus                               | | 094 25434          | Baudenkmal                       | Wohnhaus                     |
| Sägemühlengasse 18 (Karte) | Kirche                                 | | 094 03310          | Baudenkmal                       | Weitere Bilder               |
| Salzbergstraße 1 (Karte) | Kino                                   | Volkslichtspiele (Kino) im Saal des Alten Schützenhauses | 094 25055          | Baudenkmal                       | Weitere Bilder               |
| Salzbergstraße 2 (Karte) | Hotel                                  | Ehemaliges Hotel Monopol und Gewerkschaftshaus | 094 03350          | Baudenkmal                       | Weitere Bilder               |
| Salzbergstraße 3 (Karte) | Bibliothek                             | Lesehalle Villa Marta | 094 25056          | Baudenkmal                       | Bibliothek                   |
| Salzbergstraße 5 (Karte) | Villa                                  | | 094 03292          | Baudenkmal                       | Weitere Bilder               |
| Salzbergstraße 8 (Karte) | Wohnhaus                               | | 094 03304          | Baudenkmal                       | Wohnhaus                     |
| Salzbergstraße 13 (Karte) | Pension                                | Pension Schweizer Haus | 094 25057          | Baudenkmal                       | Pension                      |
| Salzbergstraße 17 (Karte) | Villa                                  | 1912 errichtete Villa in der Salzbergstraße. 2022 als Baudenkmal ausgewiesen. | 094 18866          | Baudenkmal                       | Villa                        |
| Schäferstraße 10 (Karte) | Wohnhaus                               | | 094 03225          | Baudenkmal                       | Wohnhaus                     |
| Schäferstraße 12 (Karte) | Wohnhaus                               | | 094 25197          | Baudenkmal                       | Wohnhaus                     |
| Schäferstraße 15 (Karte) | Schäferei                              | | 094 25172          | Baudenkmal                       | Schäferei                    |
| Schlachthofstraße (Karte) | Schlachthof                            | ehemaliger Schlachthof | 094 01844          | Baudenkmal                       | Schlachthof                  |
| Schlachthofstraße 4 (Karte) | Schlachthof                            | | 094 25149          | Baudenkmal                       | Schlachthof                  |
| Schmatzfelder Chaussee 739 (Karte) | Mühlenhof                              | | 094 25487          | Baudenkmal                       | Mühlenhof                    |
| Schöne Ecke 2 (Karte) | Wohnhaus                               | | 094 03463          | Baudenkmal                       | Weitere Bilder               |
| Schöne Ecke 30 (Karte) | Wohnhaus                               | | 094 03491          | Baudenkmal                       | Wohnhaus                     |
| Schöne Ecke 32 (Karte) | Wohnhaus                               | | 094 03493          | Baudenkmal                       | Wohnhaus                     |
| Steinbergstraße, Schäfergrund (Karte) | Die Pinte                              | Park im Südwesten der Ortslage im Schäfergrund unterhalb des Schmiedeberges. Im Jahr 2021 neu als Kulturdenkmal erfasst. | 094 56357          | Baudenkmal                       | Die Pinte                    |
| Steinerne Renne, Hasserode, Hang oberhalb Bahnhof Steinerne Renne (Karte) | Bergwerk                               | Grube König Friedrich | 094 25436          | Baudenkmal                       | Bergwerk                     |
| Steinerne Renne, Hasserode, 10 m oberhalb Kraftwerk bis oberhalb Thumkuhlental | Eisenbahnanlage                        | | 094 98528          | Baudenkmal                       |                              |
| Steinerne Renne, Hasserode, gegenüber Kraftwerk (Karte) | Gedenkstein                            | Gedenkstein für die KZ-Häftlinge | 094 03352          | Kleindenkmal                     | Gedenkstein                  |
| Steinerne Renne 72 (Karte) | Kraftwerk                              | | 094 56040          | Baudenkmal                       | Weitere Bilder               |
| Stilles Wasser 4 (Karte) | Mühle                                  | erhaltenes Wohnhaus an der ehemaligen Klippmühle | 094 01845          | Baudenkmal                       | Mühle                        |
| Thumkuhlental, oberhalb Ortsausgang Ortsteil Hasserode, westlich L 100 (Karte) | Bergwerk                               | | 094 55838          | Baudenkmal                       | Bergwerk                     |
| Thumkuhlental, Hasserode, unteres Thumkuhlental (Karte) | Brunnenhaus                            | | 094 98538          | Baudenkmal                       | Brunnenhaus                  |
| Tiergartenstraße 2, 3, 4, 5, 6, 7 (Karte) | Straßenzeile                           | | 094 03229          | Denkmalbereich                   | Weitere Bilder               |
| Unter den Zindeln 10, 10a, 12 (Karte) | Sägewerk                               | Reste des Sägewerks | 094 97464          | Baudenkmal                       | Sägewerk                     |
| Unter den Zindeln 11 (Karte) | Schule                                 | Thomas-Müntzer-Schule | 094 25435          | Baudenkmal                       | Weitere Bilder               |
| Unterm Ratskopf 35, 36 (Karte) | Häusergruppe                           | | 094 03302          | Denkmalbereich                   | Häusergruppe                 |
| Unterm Ratskopf 53 (Karte) | Villa                                  | Villa Hendeß am Eisenberg in Wernigerode, zur Straße Unterm Ratskopf gehörend (früher Bismarckstraße). Erbaut 1896–1897 vom Fabrikbesitzer Hugo Hendeß (Fabrik photographischer Papiere vorm. Dr. A. Kurz AG) nach Plänen des Berliner Architekten Hans Grisebach. Hendeß verstarb 1941, seine Witwe blieb, musste aber große Teile des Hauses verpachten. 1964 Verkauf an den Rat des Kreises Wernigerode. Bis 1990 Nutzung als Pionierhaus, 1991–2009 Kreisvolkshochschule, seit 2009 privatisiert und Sitz von Baufirmen. | 094 03285          | Baudenkmal                       | Villa                        |
| Veckenstedter Weg 43 (Karte) | Konzentrationslager                    | Mahn- und Gedenkstätte im ehemaligen Konzentrationslager | 094 03254          | Baudenkmal                       | Weitere Bilder               |
| Waldhofstraße 4 (Karte) | Badeanstalt                            | | 094 00331          | Baudenkmal                       | Weitere Bilder               |
| Wegestraße 16, 18, 20, 22, 24, 26, 28, 30, 32, 34 (Karte) | Siedlung                               | | 094 03321          | Denkmalbereich                   | Siedlung                     |
| Weißkopfchaussee, Weißkopf, zwischen Harten- und Büchenberg (Karte) | Bergwerk                               | Hermannschacht | 094 55846          | Baudenkmal                       | BW                           |
| Weißkopfchaussee, Weißkopf, zwischen Büchenberg und Hartenberg (Karte) | Stollen                                | Mundloch Augustenstollen, 1783 als Wasserlösestollen angelegt | 094 55845          | Baudenkmal                       | Stollen                      |
| Westernstraße 18 (Karte) | Wohnhaus                               | | 094 25174          | Baudenkmal                       | Wohnhaus                     |
| Westernstraße 22 (Karte) | Wohnhaus                               | Wohnhaus | 094 25173          | Baudenkmal                       | Wohnhaus                     |
| Westernstraße 29 (Karte) | Gerhart-Hauptmann-Gymnasium            | Schule | 094 98592          | Baudenkmal                       | Weitere Bilder               |
| Westernstraße 35 (Karte) | Wohnhaus                               | | 094 03246          | Baudenkmal                       | Weitere Bilder               |
| Westernstraße 37 (Karte) | Wohnhaus                               | Apotheke | 094 03247          | Baudenkmal                       | Weitere Bilder               |
| Westernstraße 38a (Karte) | Wohnhaus                               | | 094 97501          | Baudenkmal                       | Wohnhaus                     |
| Wilhelm-Raabe-Straße 18 (Karte) | Villa                                  | | 094 03288          | Baudenkmal                       | Villa                        |
| Windenchaussee, Försterplatz (Karte) | Hans-Hoffmann-Denkmal                  | Denkmal | 094 25058          | Kleindenkmal                     | Hans-Hoffmann-Denkmal        |
| Zwölfmorgental 20 (Karte) | Wohnhaus                               | Wohnhaus | 094 01989          | Baudenkmal                       | Wohnhaus                     |
| Wernigerode, Schierke, Elend, Sorge, Benneckenstein, Hasselfelde, Stiege, Drei Annen Hohne (Karte) | Harzquerbahn                           | Eisenbahnanlage | 094 56034          | Baudenkmal                       | Harzquerbahn                 |
| Bahnhofsplatz | Bahnhof                                | Bahnhof | 094 56034 001      | Teilobjekt eines Baudenkmals     |                              |
| Ilsenburger Straße, Ecke Unter den Zindeln | Bahnhof                                | Bahnhof | 094 56034 002      | Teilobjekt eines Baudenkmals     |                              |
| Am Braunen Wasser 3, Hasserode, Ecke Burgmühlenstraße | Bahnhof                                | Bahnhof | 094 56034 003      | Teilobjekt eines Baudenkmals     |                              |
| Steinerne Renne, Hasserode | Bahnhof                                | Bahnhof | 094 56034 004      | Teilobjekt eines Baudenkmals     |                              |
| Ilsenburger Straße, Ecke Unter den Zindeln | Bahnbetriebswerk                       | Bahnbetriebswerk | 094 56034 012      | Teilobjekt eines Baudenkmals     |                              |

### Benzingerode
| Lage                            | Bezeichnung | Beschreibung | Erfassungs- nummer | Ausweisungsart | Bild           |
| ------------------------------- | ----------- | ------------ | ------------------ | -------------- | -------------- |
| Am Plan (Karte)                 | Kirche      |              | 094 00840          | Baudenkmal     | Weitere Bilder |
| Auf dem Augstberg (Karte)       | Warte       |              | 094 01841          | Baudenkmal     | Warte          |
| Blankenburger Straße 1 (Karte)  | Bauernhof   |              | 094 25177          | Baudenkmal     | Weitere Bilder |
| Blankenburger Straße 3 (Karte)  | Bauernhaus  |              | 094 25178          | Baudenkmal     | Bauernhaus     |
| Blankenburger Straße 13 (Karte) | Bauernhof   |              | 094 25179          | Baudenkmal     | Weitere Bilder |
| Mitteltor 2 (Karte)             | Bauernhof   |              | 094 01848          | Baudenkmal     | Weitere Bilder |
| Oberhof 8 (Karte)               | Adelshof    |              | 094 01864          | Baudenkmal     | Weitere Bilder |
| Rösentor 19 (Karte)             | Schule      |              | 094 25180          | Baudenkmal     | Weitere Bilder |
| Schulstraße 1 (Karte)           | Mauer       |              | 094 01853          | Baudenkmal     | Weitere Bilder |
| Schulstraße 3 (Karte)           | Pfarrhof    |              | 094 01876          | Baudenkmal     | Weitere Bilder |
| Schulstraße 4 (Karte)           | Schule      |              | 094 01891          | Baudenkmal     | Weitere Bilder |
| Wasserstraße 1 (Karte)          | Bauernhof   |              | 094 25181          | Baudenkmal     | Weitere Bilder |
| Wernigeröder Straße 1 (Karte)   | Gasthof     |              | 094 00854          | Baudenkmal     | Weitere Bilder |
| Wernigeröder Straße 2 (Karte)   | Bauernhof   |              | 094 25182          | Baudenkmal     | Weitere Bilder |
| Wernigeröder Straße 3 (Karte)   | Bauernhaus  |              | 094 25183          | Baudenkmal     | Weitere Bilder |

### Drei Annen Hohne
| Lage                                            | Bezeichnung              | Beschreibung                                                                                      | Erfassungs- nummer | Ausweisungsart               | Bild           |
| ----------------------------------------------- | ------------------------ | ------------------------------------------------------------------------------------------------- | ------------------ | ---------------------------- | -------------- |
| zwischen Hasserode und Drei Annen Hohne (Karte) | Gedenkstein              | Gedenkstein für das fünfzigjährige Jubiläum von Oberforstmeister Friedrich von Hagen              | 094 00824          | Kleindenkmal                 | Weitere Bilder |
| Drei Annen Hohne (Karte)                        | Bahnhof Drei Annen Hohne | Bahnhof Der Bahnhof wird als Teilobjekt der unter Wernigerode eingetragenen Harzquerbahn geführt. | 094 56034 011      | Teilobjekt eines Baudenkmals | Weitere Bilder |

### Minsleben
| Lage                        | Bezeichnung   | Beschreibung | Erfassungs- nummer | Ausweisungsart | Bild           |
| --------------------------- | ------------- | --- | ------------------ | -------------- | -------------- |
| (Karte)                     | Kirche        | | 094 02156          | Baudenkmal     | Weitere Bilder |
| Am Wasser 5 (Karte)         | Schloss       | | 094 00893          | Baudenkmal     | Schloss        |
| Am Wasser 9, 10, 11 (Karte) | Mühlenhof     | | 094 02158          | Baudenkmal     | Weitere Bilder |
| Am Wasser 13 (Karte)        | Bauernhof     | | 094 02163          | Baudenkmal     | Bauernhof      |
| Am Wasser 16 (Karte)        | Bauernhaus    | | 094 00215          | Baudenkmal     | Bauernhaus     |
| Am Wasser 17 (Karte)        | Bauernhaus    | | 094 02159          | Baudenkmal     | Weitere Bilder |
| Hauptstraße (Karte)         | Gedenkstein   | an der Minslebener Hauptstraße vor den Häusern Nr. 45 und Nr. 47 gelegene Stelen als Denkmale für den Deutschen bzw. den Deutsch-Französischen Krieg von 1866 und 1870/71; zwei Stelen, Monolithe, wohl unmittelbar nach den Kriegen gesetzt, bemerkenswert im Zusammenhang mit weiterer Minslebener Gedenksteine am Krugberg (siehe dort), die offenbar im letzten Viertel des 19. Jahrhunderts und 1. Viertel des 20. Jahrhunderts in patriotischer Gesinnung im Ort gesetzt worden sind; die Stelen ein geschichtliches Zeugnis von besonderer Aussagekraft, in dieser Dichte in der weiteren Umgebung ohne Vergleich | 094 25223          | Kleindenkmal   | Gedenkstein    |
| Hauptstraße 1 (Karte)       | Bauernhaus    | | 094 00270          | Baudenkmal     | Weitere Bilder |
| Hauptstraße 6 (Karte)       | Bauernhof     | | 094 02153          | Baudenkmal     | Weitere Bilder |
| Hauptstraße 7 (Karte)       | Bauernhof     | | 094 00252          | Baudenkmal     | Bauernhof      |
| Hauptstraße 10 (Karte)      | Bauernhaus    | | 094 00271          | Baudenkmal     | Bauernhaus     |
| Hauptstraße 11 (Karte)      | Bauernhaus    | | 094 02116          | Baudenkmal     | Bauernhaus     |
| Hauptstraße 12 (Karte)      | Bauernhaus    | | 094 02160          | Baudenkmal     | Bauernhaus     |
| Hauptstraße 13 (Karte)      | Pfarrhof      | | 094 02162          | Baudenkmal     | Weitere Bilder |
| Hauptstraße 14 (Karte)      | Bauernhof     | | 094 02161          | Baudenkmal     | Bauernhof      |
| Hauptstraße 21 (Karte)      | Bauernhof     | | 094 00633          | Baudenkmal     | Bauernhof      |
| Hauptstraße 40 (Karte)      | Verwalterhaus | | 094 02155          | Baudenkmal     | Weitere Bilder |
| Hauptstraße 45 (Karte)      | Wohnhaus      | | 094 02114          | Baudenkmal     | Wohnhaus       |
| Hauptstraße 47 (Karte)      | Bauernhof     | | 094 02740          | Baudenkmal     | Weitere Bilder |
| Hauptstraße 53 (Karte)      | Bauernhof     | | 094 00218          | Baudenkmal     | Weitere Bilder |
| Hauptstraße 54 (Karte)      | Bauernhof     | | 094 00264          | Baudenkmal     | Bauernhof      |
| Krugberg (Karte)            | Gedenkstein   | auf dem Dorfplatz am Krugberg gelegene drei Stelen zur Erinnerung an 1813 und 1895; die Stelen Monolithe, je vor einer Linde gesetzt; zwei der Stelen zum hundertjährigen Gedenken der Befreiungskriege 1913 errichtet, mit eingelassenen, eisernen Platten und Inschrift: „Dem Andenken der Völkerschlacht bei Leipzig vom 16. bis 19. Oktober 1813“ sowie „Zum Andenken an den Aufruf an mein Volk und die Errichtung der Landwehr am 17. März 1813“; die dritte Stele nahe der Dorflinde mit Datum vom 1. April 1894; die Gruppe von Gedenksteinen zusammen mit ähnlichen Steinen an der Hauptstraße (siehe dort) eine regional einzigartige Sachgesamtheit bildend, in der Nähe zur etwa 400-jährigen Dorflinde am Thie ein ortshistorisch besonders bedeutsames Ensemble | 094 25222          | Kleindenkmal   | Gedenkstein    |
| Krugberg 13 (Karte)         | Gasthof       | | 094 00851          | Baudenkmal     | Weitere Bilder |
| Reddeberweg 5 (Karte)       | Bahnhof       | | 094 02115          | Baudenkmal     | Bahnhof        |

### Reddeber
| Lage                     | Bezeichnung    | Beschreibung | Erfassungs- nummer | Ausweisungsart | Bild           |
| ------------------------ | -------------- | ------------ | ------------------ | -------------- | -------------- |
| (Karte)                  | Kriegerdenkmal |              | 094 25236          | Baudenkmal     | Weitere Bilder |
| Dorfstraße (Karte)       | Kirche         |              | 094 00852          | Baudenkmal     | Weitere Bilder |
| Dorfstraße 15a (Karte)   | Bauernhaus     |              | 094 00876          | Baudenkmal     | Weitere Bilder |
| Dorfstraße 23 (Karte)    | Bauernhaus     |              | 094 00875          | Baudenkmal     | Bauernhaus     |
| Dorfstraße 25 (Karte)    | Gutshaus       |              | 094 00870          | Baudenkmal     | Gutshaus       |
| Dorfstraße 32 (Karte)    | Pfarrhof       |              | 094 00874          | Baudenkmal     | Weitere Bilder |
| Halbe Straße 8 (Karte)   | Bauernhof      |              | 094 00871          | Baudenkmal     | Bauernhof      |
| Halbe Straße 14 (Karte)  | Bauernhof      |              | 094 00872          | Baudenkmal     | Weitere Bilder |
| Thiestraße 3 (Karte)     | Bauernhaus     |              | 094 00877          | Baudenkmal     | Weitere Bilder |
| Zu den Gärten 11 (Karte) | Bäckerei       |              | 094 00879          | Baudenkmal     | Bäckerei       |
| Zum Krug 19 (Karte)      | Bauernhaus     |              | 094 00873          | Baudenkmal     | Weitere Bilder |

### Schierke
| Lage | Bezeichnung                | Beschreibung | Erfassungs- nummer | Ausweisungsart               | Bild                    |
| --- | -------------------------- | --- | ------------------ | ---------------------------- | ----------------------- |
| Alte Dorfstraße 2 (Karte)                                                                                    | Park                       | Park | 094 56023          | Baudenkmal                   | Weitere Bilder          |
| Alte Dorfstraße 3 (Karte)                                                                                    | Villa Charlotte            | Wohnhaus | 094 56162          | Baudenkmal                   | Villa Charlotte         |
| Alte Dorfstraße 4, 5, 6, 6a, 7, 8, 10, 11, 13, Kirchberg 1b, 1a, 1d, 2, 3, 4, 5, 5a, 5b, 6, 7, 8, 10 (Karte) | Straßenzug                 | Straßenzug | 094 56082          | Denkmalbereich               | Straßenzug              |
| Alte Dorfstraße 7 (Karte)                                                                                    | Wohn- und Geschäftshaus    | | 094 56161          | Baudenkmal                   | Wohn- und Geschäftshaus |
| Alte Dorfstraße 13 (Karte)                                                                                   | Wohn- und Geschäftshaus    | | 094 56085          | Baudenkmal                   | Wohn- und Geschäftshaus |
| Alte Wernigeröder Straße 5 (Karte)                                                                           | Wohnhaus                   | | 094 56081          | Baudenkmal                   | Wohnhaus                |
| Alte Wernigeröder Straße 9 (Karte)                                                                           | Villa                      | | 094 56112          | Baudenkmal                   | Villa                   |
| Alte Wernigeröder Straße 10 (Karte)                                                                          | Wohnhaus                   | | 094 56111          | Baudenkmal                   | Wohnhaus                |
| Alte Wernigeröder Straße 12 (Karte)                                                                          | Wohnhaus                   | | 094 56116          | Baudenkmal                   | Wohnhaus                |
| Alte Wernigeröder Straße 15, 15b (Karte)                                                                     | Burghotel                  | Villa | 094 56083          | Baudenkmal                   | Burghotel               |
| Am Bahnhof (Karte)                                                                                           | Ernst-von-Eschwege-Denkmal | Gedenkstein, am 8. April 2015 als Denkmal ausgewiesen                                                                               | 107 40147          | Baudenkmal                   | BW                      |
| Am Bahnhof 3 (Karte)                                                                                         | Bahnhof Schierke           | Bahnhof Der Bahnhof wird als Teilobjekt der unter Wernigerode eingetragenen Harzquerbahn geführt.                                   | 094 56034 010      | Teilobjekt eines Baudenkmals | Weitere Bilder          |
| Barenberg 1 (Karte)                                                                                          | Gaststätte                 | Gaststätte | 094 56160          | Baudenkmal                   | Weitere Bilder          |
| Barenberg 7 (Karte)                                                                                          | Pension Haus Barenberg     | | 094 56120          | Baudenkmal                   | Weitere Bilder          |
| Barenberg 10 (Karte)                                                                                         | Hermann-Duncker-Heim       | Hotel | 094 56106          | Baudenkmal                   | Weitere Bilder          |
| Barenberg 11 (Karte)                                                                                         | Villa am Brocken           | Villa aus dem Jahr 1897 | 094 56118          | Baudenkmal                   | Weitere Bilder          |
| Barenberg 13 (Karte)                                                                                         | Villa                      | Villa | 094 56117          | Baudenkmal                   | Weitere Bilder          |
| Barenberg 14 (Karte)                                                                                         | Heim Glückauf              | Hotel | 094 56107          | Baudenkmal                   | Weitere Bilder          |
| Barenberg 15 (Karte)                                                                                         | Haus Schubert              | Villa | 094 56119          | Baudenkmal                   | Weitere Bilder          |
| Barenberg 19 (Karte)                                                                                         | Feuerstein-Arena           | historisches Eisstadion, erhaltene Reste sind in die Feuerstein-Arena einbezogen                                                    | 094 56121          | Baudenkmal                   | Weitere Bilder          |
| Bodeweg 1, Brockenstraße 16, 18, 19, 21, 22, 24, 25 (Karte)                                                  | Straßenzeile               | Straßenzeile | 094 56098          | Denkmalbereich               | Straßenzeile            |
| Bodeweg 8 (Karte)                                                                                            | Villa Moock                | Wohnhaus | 094 56105          | Baudenkmal                   | Weitere Bilder          |
| Brocken (Karte)                                                                                              | Fernsehturm                | | 094 56165          | Baudenkmal                   | Weitere Bilder          |
| Brocken (Karte)                                                                                              | Brockengarten              | Versuchs- und Schaugarten | 094 56168          | Baudenkmal                   | Weitere Bilder          |
| Brocken (Karte)                                                                                              | Wolkenhäuschen             | Schutzhütte mit Goethe-Gedenkstein                                                                                                  | 094 56164          | Baudenkmal                   | Weitere Bilder          |
| Brocken (Karte)                                                                                              | Wetterstation Brocken      | 1939 errichtete Wetterstation auf dem Brockengipfel                                                                                 | 094 56167          | Baudenkmal                   | Weitere Bilder          |
| Brocken (Karte)                                                                                              | Bahnhof Brocken            | Bahnhof 1924 errichtetes Bahnhofsgebäude. Der Bahnhof wird als Teilobjekt der unter Wernigerode eingetragenen Harzquerbahn geführt. | 094 56034 009      | Teilobjekt eines Baudenkmals | Weitere Bilder          |
| Brockenstraße 2 (Karte)                                                                                      | Postamt Schierke           | Postamt | 094 56093          | Baudenkmal                   | Weitere Bilder          |
| Brockenstraße 5 (Karte)                                                                                      | Rathaus                    | von 1926 bis 1928 teilweise in Fachwerkbauweise errichtetes Rathaus                                                                 | 094 56094          | Baudenkmal                   | Weitere Bilder          |
| Brockenstraße 6, 7 (Karte)                                                                                   | Hotel Fürstenhöhe          | | 094 56114          | Baudenkmal                   | Weitere Bilder          |
| Brockenstraße 8 (Karte)                                                                                      | Café                       | | 094 56095          | Baudenkmal                   | Weitere Bilder          |
| Brockenstraße 11 (Karte)                                                                                     | Wohnhaus                   | | 094 56115          | Baudenkmal                   | Weitere Bilder          |
| Brockenstraße 14a (Karte)                                                                                    | Wohn- und Geschäftshaus    | | 094 56097          | Baudenkmal                   | Wohn- und Geschäftshaus |
| Brockenstraße 24 (Karte)                                                                                     | Wohnhaus                   | | 094 56099          | Baudenkmal                   | Wohnhaus                |
| Brockenstraße 33 (Karte)                                                                                     | Café Winkler               | | 094 56100          | Baudenkmal                   | Café Winkler            |
| Brockenstraße 43 (Karte)                                                                                     | Wohnhaus                   | | 094 56103          | Baudenkmal                   | Wohnhaus                |
| Hagenstraße 3 (Karte)                                                                                        | Fichtenhof                 | Villa | 094 56109          | Baudenkmal                   | Fichtenhof              |
| Kirchberg (Karte)                                                                                            | Friedhof Schierke          | Friedhof an der Kirche | 094 56090          | Baudenkmal                   | Weitere Bilder          |
| Kirchberg 1b (Karte)                                                                                         | Schmiede                   | | 094 56086          | Baudenkmal                   | Weitere Bilder          |
| Kirchberg 3 (Karte)                                                                                          | Wohnhaus                   | | 094 56087          | Baudenkmal                   | Weitere Bilder          |
| Kirchberg 4 (Karte)                                                                                          | Wohnhaus                   | | 094 56088          | Baudenkmal                   | Weitere Bilder          |
| Kirchberg 7 (Karte)                                                                                          | Alte Kirche                | Villa | 094 56110          | Baudenkmal                   | Weitere Bilder          |
| Kirchberg 8 (Karte)                                                                                          | Wohnhaus                   | | 094 56092          | Baudenkmal                   | Weitere Bilder          |
| Kirchberg 9 (Karte)                                                                                          | Bergkirche Schierke        | Kirche | 094 56091          | Baudenkmal                   | Weitere Bilder          |
| Kirchberg 15 (Karte)                                                                                         | Hotel Feuerstein           | Hotel | 094 56113          | Baudenkmal                   | Weitere Bilder          |

### Silstedt
| Lage                                           | Bezeichnung             | Beschreibung | Erfassungs- nummer | Ausweisungsart | Bild           |
| ---------------------------------------------- | ----------------------- | ------------ | ------------------ | -------------- | -------------- |
| Am Plan 1, 2, 4, 4a, Harzstraße 25, 39 (Karte) | Häusergruppe            |              | 094 02814          | Denkmalbereich | Weitere Bilder |
| Am Plan 4a (Karte)                             | Bauernhof               |              | 094 25194          | Baudenkmal     | Weitere Bilder |
| Glockengasse 1 (Karte)                         | Wohnhaus                |              | 094 25185          | Baudenkmal     | Wohnhaus       |
| Glockengasse 5 (Karte)                         | Wohnhaus                |              | 094 25186          | Baudenkmal     | Weitere Bilder |
| Glockengasse 6 (Karte)                         | Bauernhof               |              | 094 25187          | Baudenkmal     | Weitere Bilder |
| Glockengasse 15 (Karte)                        | Bauernhaus              |              | 094 25188          | Baudenkmal     | Weitere Bilder |
| Hangelgasse 5 (Karte)                          | Wohnhaus                |              | 094 02651          | Baudenkmal     | Wohnhaus       |
| Harzstraße (Karte)                             | Sankt-Nikolai-Kirche    | Kirche       | 094 00856          | Baudenkmal     | Weitere Bilder |
| Harzstraße (Karte)                             | Kriegerdenkmal Silstedt |              | 094 02813          | Baudenkmal     | Weitere Bilder |
| Harzstraße 28 (Karte)                          | Schule                  |              | 094 25189          | Baudenkmal     | Schule         |
| Harzstraße 29 (Karte)                          | Schule                  |              | 094 25190          | Baudenkmal     | Schule         |
| Harzstraße 38 (Karte)                          | Pfarrhof                |              | 094 02939          | Baudenkmal     | Weitere Bilder |
| Harzstraße 39 (Karte)                          | Bauernhof               |              | 094 25192          | Baudenkmal     | Weitere Bilder |
| Mühlenstraße 1, 12, 13, 14, 15 (Karte)         | Straßenzeile            |              | 094 02944          | Denkmalbereich | Weitere Bilder |
| Müllergasse 5 (Karte)                          | Mühlenhof               |              | 094 25193          | Baudenkmal     | Mühlenhof      |
| Neue Mühle (Karte)                             | Neue Mühle              | Mühle        | 094 02946          | Baudenkmal     | Neue Mühle     |
| Pfingstgras 1 (Karte)                          | Bauernhof               |              | 094 03028          | Baudenkmal     | Weitere Bilder |
| Schäfereigasse 2 (Karte)                       | Wohnhaus                |              | 094 25195          | Baudenkmal     | Weitere Bilder |
| Unter der Linde 6, 7 (Karte)                   | Gasthof Zur Linde       |              | 094 25196          | Baudenkmal     | Weitere Bilder |

## Ehemalige Kulturdenkmale nach Ortsteilen
Die nachfolgend aufgeführten Objekte standen in der Vergangenheit ebenfalls unter Denkmalschutz. Die Unterschutzstellung wurde jedoch später aufgehoben.

### Benzingerode
| Lage                                                 | Bezeichnung | Beschreibung | Erfassungs- nummer | Ausweisungsart | Bild           |
| ---------------------------------------------------- | ----------- | --- | ------------------ | -------------- | -------------- |
| Blankenburger Straße 1, 5, 13 Wasserstraße 1 (Karte) | Bauernhof   | Bauernhof in der Blankenburger Straße 1 und die Bauernhöfe in der Blankenburger Straße 13 sowie Wasserstraße 1 sind einzeln geschützt | 094 01939          |                | Weitere Bilder |
| Wernigeröder Straße 2, 3, 6 (Karte)                  | Wohnhaus    | Bauernhof in der Nr. 2 und Bauernhaus in der Nr. 3 sind einzeln geschützt                                                             | 094 01131          |                | Weitere Bilder |
| Winkel 8 (Karte)                                     | Bauernhof   | | 094 01852          |                | Weitere Bilder |
| Ziegeleistraße 5, 10, 11 (Karte)                     | Bauernhof   | | 094 02014          |                | Weitere Bilder |

### Drei Annen Hohne
| Lage               | Bezeichnung | Beschreibung | Erfassungs- nummer | Ausweisungsart | Bild           |
| ------------------ | ----------- | ------------ | ------------------ | -------------- | -------------- |
| am Bahnhof (Karte) | Gaststätte  |              | 094 00821          |                | Weitere Bilder |

### Minsleben
| Lage                  | Bezeichnung | Beschreibung | Erfassungs- nummer | Ausweisungsart | Bild           |
| --------------------- | ----------- | ------------ | ------------------ | -------------- | -------------- |
| Am Wasser 2           | Bauernhaus  |              | 094 02118          |                |                |
| Hauptstraße 8 (Karte) | Bauernhaus  |              | 094 02154          |                | Bauernhaus     |
| Krugberg 17 (Karte)   | Bauernhof   |              | 094 02157          |                | Weitere Bilder |

### Reddeber
| Lage              | Bezeichnung | Beschreibung | Erfassungs- nummer | Ausweisungsart | Bild |
| ----------------- | ----------- | ------------ | ------------------ | -------------- | ---- |
| Krugbergstraße 11 | Bauernhaus  |              | 094 00878          |                |      |

### Schierke
| Lage                                | Bezeichnung  | Beschreibung                                                            | Erfassungs- nummer | Ausweisungsart | Bild           |
| ----------------------------------- | ------------ | ----------------------------------------------------------------------- | ------------------ | -------------- | -------------- |
| im Kurpark (Karte)                  | Pavillon     | Freilichtbühne                                                          | 094 56096          |                | BW             |
| Alte Dorfstraße 1 (Karte)           | Hotel        | ehemals Heinrich-Heine-Hotel, davor Hotel Fürst zu Stolberg; abgerissen | 094 56084          |                | Weitere Bilder |
| Barenberg 3 (Karte)                 | Wohnhaus     | Haus Margret                                                            | 094 56159          |                | BW             |
| Brocken (Karte)                     | Denkmal      | Trigonometrischer Punkt                                                 | 094 56169          |                | Weitere Bilder |
| Brocken (Karte)                     | Silhouette   |                                                                         | 094 56163          |                | Weitere Bilder |
| Brockenstraße 37a, 38a, 38b (Karte) | Häusergruppe |                                                                         | 094 56101          |                | Weitere Bilder |
| Brockenstraße 38c (Karte)           | Wohnhaus     |                                                                         | 094 56102          |                | BW             |
| Brockenstraße 52 (Karte)            | Forsthaus    | Forsthaus Schlucht, nicht mehr existent                                 | 094 56104          |                | Forsthaus      |
| Kirchberg 6 (Karte)                 | Wohnhaus     |                                                                         | 094 56089          |                | Weitere Bilder |

### Silstedt
| Lage                                                       | Bezeichnung  | Beschreibung   | Erfassungs- nummer | Ausweisungsart | Bild           |
| ---------------------------------------------------------- | ------------ | -------------- | ------------------ | -------------- | -------------- |
| Eingang zur Müllergasse, Harzstraße 20, 21, 43, 44 (Karte) | Häusergruppe | Platzsituation | 094 03138          |                | Weitere Bilder |
| Glockengasse 1, 3, 6, 11, 12, 15 (Karte)                   | Häusergruppe |                | 094 02712          |                | Weitere Bilder |
| Harzstraße 34 (Karte)                                      | Wohnhaus     |                | 094 02941          |                | Weitere Bilder |
| Mühlenstraße 4 (Karte)                                     | Wohnhaus     |                | 094 25184          |                | Wohnhaus       |
| Müllergasse 2, 3, 4, 5 (Karte)                             | Straßenzeile |                | 094 03039          |                | Weitere Bilder |

### Wernigerode
| Lage | Bezeichnung             | Beschreibung | Erfassungs- nummer | Ausweisungsart | Bild            |
| --- | ----------------------- | --- | ------------------ | -------------- | --------------- |
| Koordinaten fehlen! Hilf mit. | Bank                    | | 094 56357          |                |                 |
| Amelungsweg 3 (Karte) | Sanatorium              | 2017 nicht mehr vorhanden | 094 03300          |                | BW              |
| Amtsfeldstraße 1(?), Hasserode (Karte) | Wohnhaus                | 2019 nicht vorhanden | 094 03345          |                | BW              |
| Breite Straße 53 (Karte) | Wohnhaus                | | 094 03265          |                | Wohnhaus        |
| Breite Straße 58 (Karte) | Wohnhaus                | | 094 01828          |                | Wohnhaus        |
| Burgmühlenstraße 14, Hasserode (Karte) | Villa                   | Villa des Fabrikanten Karnatzki; ausgebaut zu Ferienwohnungen | 094 03286          |                | Weitere Bilder  |
| Frankenfeldstraße 5, Hasserode (Karte) | Mühle                   | Eichberg-Mühle, Wassermühle, ausgebaut zu Wohnungen, Mühlstein bei Nr. 6 vorhanden | 094 56019          |                | BW              |
| Frankenfeldstraße 8, Hasserode (Karte) | Mühle                   | ausgebaut zu Wohnungen | 094 03273          |                | BW              |
| Friedrichstraße 41, Hasserode (Karte) | Wohnhaus                | | 094 03253          |                | Weitere Bilder  |
| Friedrichstraße 85, Hasserode (Karte) | Wohnhaus                | | 094 03256          |                | Weitere Bilder  |
| Gartenstraße 13 (Karte) | Wohnhaus                | | 094 03353          |                | Wohnhaus        |
| Große Dammstraße 67 (Karte) | Wohnhaus                | | 094 03294          |                | Weitere Bilder  |
| Große Ziegelstraße 5, 11, 13, Kleine Dammstraße 4, 6, 8, 10, 12, 14, 16, 18, 20, Kleine Ziegelstraße 4, 5, 7, 9, 11, 13, 16, 17, 18 (Karte) | Siedlung                | Eisenbahnersiedlung | 094 03322          |                | Weitere Bilder  |
| Himmelpforte, Hasserode (Karte) | Gedenkstein             | Lutherstein | 094 03274          |                | Weitere Bilder  |
| Hinterstraße 7 (Karte) | Wohnhaus                | | 094 03250          |                | Weitere Bilder  |
| Hornstraße 4 (Karte) | Villa                   | | 094 25043          |                | Weitere Bilder  |
| Hornstraße 14 (Karte) | Villa                   | | 094 03311          |                | Weitere Bilder  |
| Ilsenburger Straße 9 (Karte) | Kapelle                 | Georgskapelle | 094 03307          |                | Weitere Bilder  |
| Johann-Sebastian-Bach-Straße 13, 13a (Karte)                                                                                                | Häusergruppe            | | 094 00742          |                | Häusergruppe    |
| Johann-Sebastian-Bach-Straße 15, 15a (Karte)                                                                                                | Häusergruppe            | | 094 00484          |                | Häusergruppe    |
| Kapitelsberg 40, 39, 38, 37, Hasserode (Karte)                                                                                              | Siedlung                | | 094 03287          |                | Weitere Bilder  |
| Kirchstraße 17, Hasserode (Karte) | Wohn- und Geschäftshaus | | 094 03303          |                | Weitere Bilder  |
| Kochstraße 47 (Karte) | Wohn- und Geschäftshaus | | 094 02504          |                | Weitere Bilder  |
| Lindenbergstraße 4 (Karte) | Villa                   | | 094 25048          |                | Weitere Bilder  |
| Lindenbergstraße 15 (Karte) | Wohnhaus                | | 094 03313          |                | Weitere Bilder  |
| Lindenbergstraße 23 (Karte) | Pfarrhaus               | | 094 03314          |                | Weitere Bilder  |
| Lüttgenfeldstraße 10a, 10b, 10c, 11, 12, Hasserode (Karte)                                                                                  | Häusergruppe            | | 094 00396          |                | Weitere Bilder  |
| Lüttgenfeldstraße 18, 21, 23, 24a, Pfälzergasse 1a, 1b, Unterm Ratskopf 34, Hasserode (Karte)                                               | Häusergruppe            | Reihenbebauung | 094 03323          |                | Weitere Bilder  |
| Mannsbergstraße 10, 12, 14, 16, Rosa-Luxemburg-Straße 30, Hasserode (Karte)                                                                 | Häusergruppe            | | 094 03331          |                | Weitere Bilder  |
| Mittelstraße 25 (Karte) | Wohnhaus                | | 094 03255          |                | Wohnhaus        |
| Mühlental 13 (Karte) | Hotel Mühlental         | Hotel | 094 25051          |                | Hotel Mühlental |
| Mühlental 20 (Karte) | Storchmühle             | Mühle, ehemaliges Kurhaus „Zur Storchmühle“, Durch eine Vielzahl nicht genehmigter Veränderungen ging die Denkmaleigenschaft verloren. Im Jahr 2016 wurde die Mühle aus dem Denkmalverzeichnis ausgetragen. | 094 01829          | Baudenkmal     | Weitere Bilder  |
| Mühlental 51, 52 (Karte) | Vorwerk                 | | 094 03220          |                | Vorwerk         |
| Nöschenröder Straße 13, 14 (Karte) | Häusergruppe            | | 094 01839          |                | Weitere Bilder  |
| Nöschenröder Straße 25 (Karte) | Wohnhaus                | | 094 01838          |                | Weitere Bilder  |
| Nöschenröder Straße 43 (Karte) | Wohnhaus                | | 094 01833          |                | Weitere Bilder  |
| Nöschenröder Straße 6, 7 (Karte) | Häusergruppe            | | 094 01840          |                | Häusergruppe    |
| Rosa-Luxemburg-Straße 61 (Karte) | Forstamt                | Försterei | 094 03328          |                | Weitere Bilder  |
| Schlachthofstraße, Ecke Feldstraße (Karte)                                                                                                  | Hotel                   | Abgerissen in den 1990er Jahren. Das Haus stand direkt am Bahnübergang und war wohl nur anfangs mal ein Hotel.                                                                                              | 094 01827          |                | BW              |
| Schmatzfelder Straße 2 (Karte) | Wohnhaus                | Ehemalige Tankstelle | 094 00308          |                | Weitere Bilder  |
| Schmatzfelder Straße 8, 10 (Karte) | Häusergruppe            | | 094 03318          |                | Weitere Bilder  |
| Steingrube 10, 12 (Karte) | Wohnhaus                | | 094 02506          |                | Wohnhaus        |
| Thumkuhlental Hasserode, unteres Thumkuhlental (Karte)                                                                                      | Bergwerk                | Grube „Aufgeklärtes Glück“ | 107 25004          |                | Bergwerk        |
| Unterengengasse 4 (Karte) | Wohnhaus                | | 094 02500          |                | Wohnhaus        |
| Westernstraße (Karte) | Torturm                 | | 094 25488          |                | Weitere Bilder  |

## Legende
In den Spalten befinden sich folgende Informationen:
- Lage: Nennt den Straßennamen und wenn vorhanden die Hausnummer des Kulturdenkmals. Die Grundsortierung der Liste erfolgt nach dieser Adresse. Der Link „Karte“ führt zu verschiedenen Kartendarstellungen und nennt die geographischen Koordinaten.
Link zu einem Kartenansichtstool, um Koordinaten zu setzen. In der Kartenansicht sind Baudenkmale ohne Koordinaten mit einem roten bzw. orangen Marker dargestellt und können in der Karte gesetzt werden. Baudenkmale ohne Bild sind mit einem blauen bzw. roten Marker gekennzeichnet, Baudenkmale mit Bild mit einem grünen bzw. orangen Marker.
- Offizielle Bezeichnung: Nennt den Namen, die Bezeichnung oder zumindest die Art des Kulturdenkmals und verlinkt, soweit vorhanden, auf den Artikel zum Objekt.
- Beschreibung: Nennt bauliche und geschichtliche Einzelheiten des Kulturdenkmals, vorzugsweise die Denkmaleigenschaften.
- Erfassungsnummer: Für jedes Kulturdenkmal wird in Sachsen-Anhalt eine 20stellige Erfassungsnummer vergeben. Die letzten zwölf Ziffern werden für die Untergliederung nach Teilobjekten genutzt und werden nur angegeben, soweit vergeben. In dieser Spalte kann sich folgendes Icon  befinden, dies führt zu Angaben zu diesem Baudenkmal bei Wikidata.
- Ausweisungsart: Die Einordnung des Denkmales nach § 2 Abs. 2 DenkmSchG LSA
- Bild: Ein Bild des Denkmales, und gegebenenfalls einen Link zu weiteren Fotos des Kulturdenkmals im Medienarchiv Wikimedia Commons. Wenn man auf das Kamerasymbol klickt, können Fotos zu Kulturdenkmalen aus dieser Liste hochgeladen werden: